# Billy Elliot (film)
Billy Elliot is een Britse dramafilm uit 2000, geregisseerd door Stephen Daldry. De hoofdrol wordt gespeeld door Jamie Bell. De film ontving drie BAFTA's voor beste film, beste acteur Jamie Bell en beste vrouwelijke bijrol van Julie Walters.

## Verhaal
De film speelt zich af in de fictieve stad Everington in het echte Durham tijdens de Britse mijnwerkersstaking van 1984/85, waar deze stad zwaar door getroffen is. In deze stad woont het jongetje Billy, uit een van de stakende arbeidersgezinnen, dat graag op balletles wil. Zijn vader Jackie wil dat hij gaat boksen. Maar Billy komt per ongeluk terecht in de balletles van mrs. Wilkinson. Daar raakt hij onder de indruk van het ballet. Dit is wat hij wil. Zijn vader en broer vinden ballet niks voor jongens. Maar het bloed kruipt waar het niet gaan kan en Billy neemt stiekem dansles. Mrs. Wilkinson is er al snel van overtuigd dat hij een uitzonderlijk talent is. Ze geeft hem op voor een auditie op de koninklijke balletschool in Londen. Maar zijn vader en broer blijven dit afwijzen. Zij zijn bovendien verwikkeld in een mijnstaking, die hun leven sowieso al op z'n kop zet. Alleen Billy's dementerende oma, die vroeger zelf danseres wilde worden, staat achter hem, maar is niet sterk genoeg om voor hem op te komen.
Als Billy een keer met zijn vriend Michael in de lege ballet-/sportschool danst, wordt hij ontdekt door zijn vader, die furieus is. Even lijkt Billy toe te geven aan zijn vader en zich erbij neer te leggen, maar dan laat hij hem ongevraagd zien waartoe hij in staat is. In deze sleutelscène van de film komt zijn verbijsterde vader tot inzicht dat Billy vastbesloten is om danser te worden en dat hij daar ontegenzeggelijk talent voor heeft. Vanaf dat moment komt er een keerpunt in het verhaal. Er wordt geld bijeen gesprokkeld voor de reis naar Londen voor de auditie. De auditie-commissie is schijnbaar onder de indruk van Billy's talent maar nog niet helemaal overtuigd van zijn motivatie. Gevraagd naar deze motivatie verklaart hij dat hij tijdens het dansen zichzelf helemaal vergeet. Voor de commissie blijkt dit later het overtuigende bewijs te zijn geweest: hij wordt op de school aangenomen.
Het einde van de film speelt ongeveer veertien jaar later. Billy's vader en broer Tony gaan naar een uitvoering van Het zwanenmeer in Londen waar Billy als premier danseur de hoofdrol vervult voor de ogen van zijn trotse familieleden.

## Rolverdeling
| Acteur           | Personage             | Omschrijving               |
| ---------------- | --------------------- | -------------------------- |
| Jamie Bell       | Billy Elliot          |                            |
| Jean Heywood     | Grootmoeder van Billy |                            |
| Jamie Draven     | Tony Elliot           | broer van Billy            |
| Gary Lewis       | Jackie Elliot         | vader van Billy            |
| Stuart Wells     | Michael Caffrey       | vriend van Billy           |
| Billy Fane       | Mr. Braithwaite       | pianist                    |
| Julie Walters    | Mrs. Wilkinson        | balletlerares              |
| Nicola Blackwell | Debbie Wilkinson      | dochter van Mrs. Wilkinson |

## Achtergrond

### Productie
De buitenopnames van de film werden opgenomen in Easington, een voormalig mijndorpje. De mijnscènes werden opgenomen in de mijn van Ellington en Lynemouth in Northumberland, afgewisseld met opnames in Dawdon en Newcastle upon Tyne. Meer dan 400 mensen uit deze plaatsen figureerden in de film.

### Filmmuziek
De film bevat de volgende nummers:
1. "Cosmic Dancer" - T. Rex
2. Boys Play Football
3. "Get It On (Bang a Gong)" - T. Rex
4. Mother's Letter
5. "I Believe" - Stephen Gately
6. "Town Called Malice" - The Jam
7. Sun Will Come Out
8. "I Love to Boogie" - T. Rex
9. "Burning Up" - Eagle-Eye Cherry
10. Royal Ballet School
11. "London Calling" - The Clash
12. "Children of the Revolution" - T. Rex
13. Audition Panel
14. "Shout to the Top!" - The Style Council
15. "Walls Come Tumbling Down!" - The Style Council
16. "Ride a White Swan" - T. Rex

### Musical
In 2005 werd de film verwerkt tot een musical, die in Londen in première ging. Daar is hij nog steeds te zien. De musical kreeg lovende recensies en stond ook al in Melbourne op de planken. Momenteel is hij ook te zien in New York, later volgen Chicago, Toronto en Seoel. In Nederland ging de musical op 30 november 2014 in première in het Circustheater in Scheveningen.

### Boodschap
De betekenis van Billy Elliot is dat je blijft geloven in jezelf, wat er ook gebeurt.